# (35766) 1999 HB9
1999 HB9 (asteroide 35766) é um asteroide da cintura principal. Possui uma excentricidade de 0.09667770 e uma inclinação de 3.47295º.
Este asteroide foi descoberto no dia 17 de abril de 1999 por LINEAR em Socorro.